# Angry Brigade

Logo, das mit der Angry Brigade in Verbindung gebracht wird. Es wurde auf dem Bucheinschlag von The Angry Brigade von Gordon Carr verwendet.

Die Angry Brigade war eine anarchistisch ausgerichtete, vom Situationismus beeinflusste britische Terrorgruppe in den frühen 1970er Jahren.
Die Angry Brigade führte zwischen 1970 und 1972 in London vor den Botschaften Franco-Spaniens und weiterer Länder, vor Banken und den Häusern von Politikern der damals regierenden Konservativen insgesamt 25 Bombenanschläge aus, wobei nur Sachschaden beabsichtigt war, aber dennoch eine Person leicht verletzt wurde. Als acht der Mitgliedschaft in der Angry Brigade Verdächtige gefasst wurden, entpuppten sie sich als gegenkulturell geprägte Studienabbrecher und Arbeitslose, die zum Teil amateurhaft agiert hatten. Vier von ihnen – John Barker, Jim Greenfield, Hilary Creek und Anna Mendleson – wurden in einem der längsten Prozesse der britischen Justizgeschichte (Mai bis Dezember 1972) zu je 10 Jahren Haft verurteilt. Der Rest wurde freigesprochen, einschließlich Stuart Christie, ein schottischer Anarchist und Herausgeber der Black Flag, der zuvor schon als verhinderter Attentäter gegen den spanischen Diktator Francisco Franco drei Jahre in spanischen Gefängnissen gesessen hatte. Er konnte die Geschworenen davon überzeugen, dass die Bombenzünder, die in seinem Auto gefunden wurden, von Polizisten hinterlegt worden waren.